# Stephen Decatur
Stephen Decatur (ur. 5 stycznia 1779 w Sinepuxent w stanie Maryland, zm. 22 marca 1820 w Waszyngtonie) – amerykański wojskowy, oficer Marynarki Wojennej USA.

## Życiorys

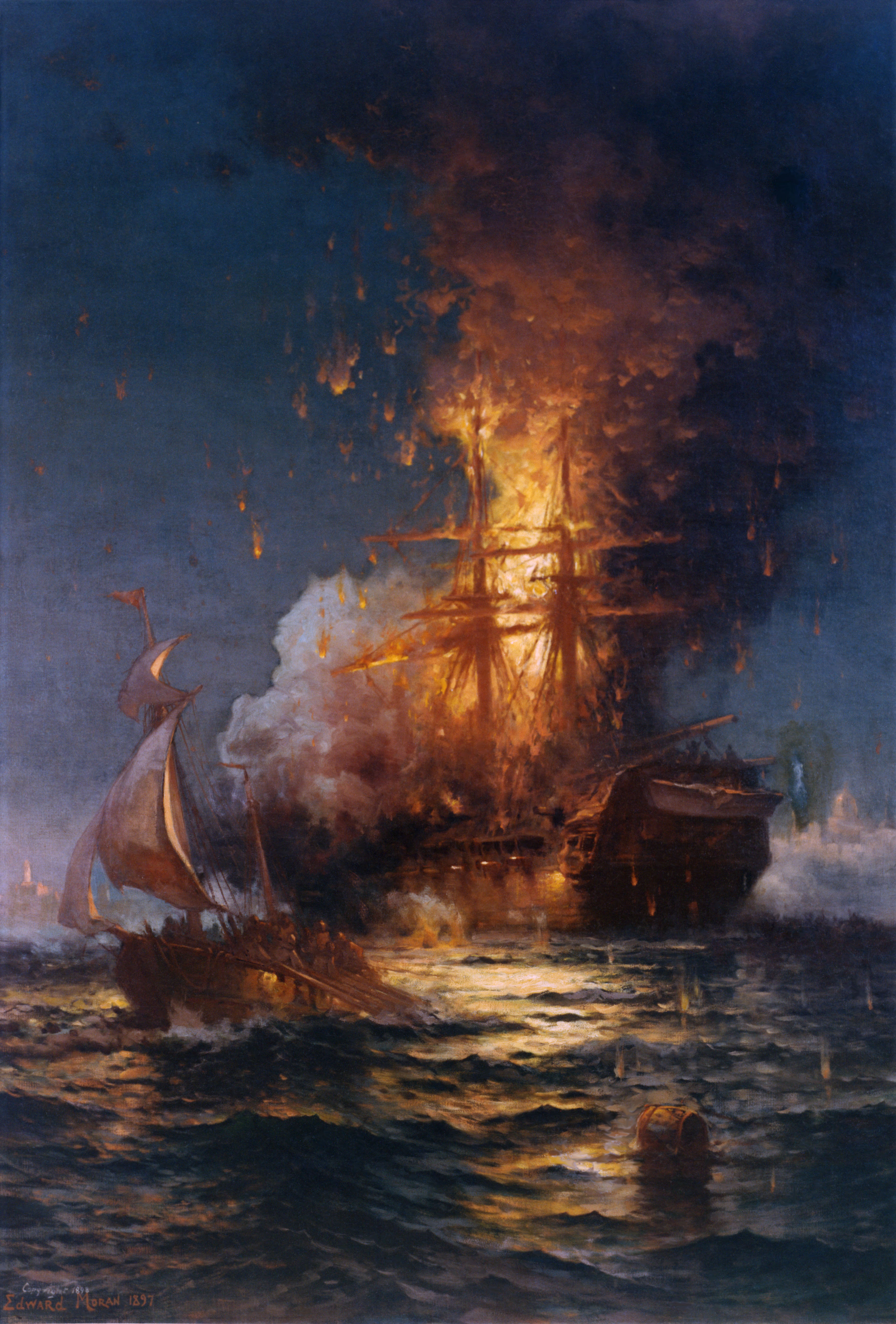
Pożar USS Philadephia pędzla Edwarda Morana, 1897

Do Marynarki Wojennej wstąpił w 1798. W quasi-wojnie przeciw Francji z lat 1798–1800 walczył w stopniu midszypmena. 21 maja 1799 został awansowany na porucznika.
Odznaczył się w wojnie przeciw piratom z Trypolisu, w której 16 lutego 1804 dowodził akcją odzyskania utraconej USS „Philadelphia”. Okręt ten został przejęty przez piratów po utknięciu na płyciźnie i przeprowadzony przez nich do portu w Trypolisie. Decatur zgłosił się na ochotnika do dowodzenia operacją odzyskania okrętu z wrogiego portu. Dowodzona przez niego jednostka weszła nocą do Trypolisu, ale wobec niemożności wyprowadzenia „Philadelphii” z portu, Decatur zdecydował o wysadzeniu jednostki. Dowódca pozostał na podpalonym okręcie pilnując rozprzestrzeniającego się ognia. Amerykanie wycofali się z portu w ostatnim momencie przed eksplozją okrętu, nie ponosząc przy tym strat. Decatur został w USA uznany za bohatera, następnego dnia po akcji został awansowany na komandora i otrzymał pamiątkową szablę. Jego akcję brytyjski admirał Horatio Nelson uznał za „najbardziej brawurową i odważną w tym [XIX] wieku”.
W wojnie 1812 wyróżnił się 25 października zdobyciem HMS „Macedonian”. Wiosną 1814 jako komodor dowodził USS „President” i eskadrą trzech okrętów w Indiach Zachodnich. 15 stycznia 1815 USS „President” poddał się po starciu z trzema fregatami brytyjskimi i stracie 25% załogi. Decatur został uwięziony przez Brytyjczyków. Za udział w tej wojnie otrzymał Złoty Medal Kongresu.
Po zawarciu pokoju z Wielką Brytanią został dowódcą ekspedycji na Morze Śródziemne, gdzie powierzono mu negocjacje pokojowe po II wojnie berberyjskiej. W latach 1816−1820 pełnił funkcję komisarza marynarki.
Zginął w pojedynku z komodorem Jamesem Barronem. Początkowo pochowany w grobowcu Joela Barlowa w Waszyngtonie, następnie na St. Peter's Churchyard w Filadelfii.